# أدوات تحليل العمليات
أدوات تحليل العمليات هي مجموعة وسائل إدارية تستخدم لتحليل أداء عملية ما  وهي مستخدمة كجزء من منهجيات ستة سيغما. من هذه الأدوات:
- تخطيط العملية
- تخطيط تدفق القيمة
- تفكير إحصائي
- تحليل السبب الجذري
- مخططات السبب والأثر